# Лала (солдат)
Лала (20 апреля 1876 — 23 марта 1927) — индийский кавалер креста Виктории, высшей воинской награды за героизм, проявленный в боевой обстановке, которая может быть вручена военнослужащим стран Содружества и прежних территорий Британской империи.

## Биография
Родился в пенджабской деревне Парол, округ Кангра, где его отец владел земельным участком. В 1901 году вступил в индийскую армию. В период Первой мировой войны проходил службу во Франции и на Суэцком канале, после чего был направлен в составе 41-го дограсского полка в Месопотамию. За свои действия в районе Эль-Ора (территория современного Ирака) 21 января 1916 года в течение осады Кут-аль-Амара 38-летний ланс-наик Лала был представлен к награде.
В официальном объявлении о награде говорилось:
Его Величество король любезно рад пожаловать крест Виктории № 501 ланс-наику Лале, 41-го дограсского полка, индийской армии, за проявление выдающейся храбрости.
Найдя на поле боя раненного британского офицера из другого полка, лежащего вблизи расположения врага, он перетащил его во временное укрытие, которое сам и сделал, и где уже находилось ещё четверо раненных, получивших от него первую помощь.
Перевязав раны офицера он услышал стоны тяжелораненого адъютанта его собственного полка, который лежал на открытой местности. Враг находился не более чем в ста метрах от этого места, и добираться туда означало идти на верную смерть, но тем не менее ланс-наик Лала решился идти к своему адъютанту. Оказавшись на месте, он сразу же попытался ползком оттащить его назад на своей спине. Когда это не получилось, снял с себя тёплую одежду, чтобы согреть раненого офицера, и оставался с ним до самой темноты, когда они смогли вернуться в укрытие.

После наступления темноты он смог отнести первого раненого офицера к основным траншеям, после чего вернулся с носилками за своим адъютантом. Таким образом он продемонстрировал блистательный пример мужества и преданности своим офицерам.
Позднее он дослужился до звания джемадара. Демобилизовавшись, вернулся в родное село, где и умер от полиомиелита.